# Вред-ен-Хоп
Вред-ен-Хоп (нід. Vreed en Hoop) — населений пункт в державі Гаяна поруч зі столицею країни містом Джорджтаун. Адміністративний центр регіону Острови Есекібо-Західна Демерара.

## Географія
Населений пункт знаходиться на березі Атлантичного океану в гирлі річки Демерара на її лівому березі.

### Клімат
Місто знаходиться у зоні, котра характеризується вологим тропічним кліматом. Найтепліший місяць — жовтень із середньою температурою 27.5 °C (81.5 °F). Найхолодніший місяць — січень, із середньою температурою 26 °С (78.8 °F).
| Клімат Вред-ен-Хопа     | Клімат Вред-ен-Хопа | Клімат Вред-ен-Хопа | Клімат Вред-ен-Хопа | Клімат Вред-ен-Хопа | Клімат Вред-ен-Хопа | Клімат Вред-ен-Хопа | Клімат Вред-ен-Хопа | Клімат Вред-ен-Хопа | Клімат Вред-ен-Хопа | Клімат Вред-ен-Хопа | Клімат Вред-ен-Хопа | Клімат Вред-ен-Хопа | Клімат Вред-ен-Хопа |
| Показник                | Січ.                | Лют.                | Бер.                | Квіт.               | Трав.               | Черв.               | Лип.                | Серп.               | Вер.                | Жовт.               | Лист.               | Груд.               | Рік                 |
| Середній максимум, °C   | 29,1                | 29,5                | 29,6                | 30                  | 30                  | 29,6                | 30                  | 30,7                | 31,2                | 31,2                | 30,5                | 29,6                | 30,1                |
| Середня температура, °C | 26                  | 26,2                | 26,5                | 26,8                | 26,8                | 26,4                | 26,5                | 27                  | 27,4                | 27,5                | 27,1                | 26,4                | 26,7                |
| Середній мінімум, °C    | 22,9                | 23                  | 23,2                | 23,5                | 23,7                | 23,3                | 23                  | 23,3                | 23,5                | 23,6                | 23,5                | 23,3                | 23,3                |
| Норма опадів, мм        | 270.2               | 137.4               | 144.3               | 177                 | 339.3               | 381.6               | 302.8               | 201.1               | 104.5               | 113.6               | 175.6               | 323.9               | 2671.3              |
| Днів з опадами          | 24,3                | 15,3                | 15,2                | 16,6                | 25,4                | 23,8                | 27,5                | 19,5                | 13,4                | 13,8                | 17,9                | 24,3                | 237                 |
| Вологість повітря, %    | 83.9                | 81.2                | 80                  | 82.1                | 85.3                | 86.7                | 85.5                | 84                  | 82.5                | 82.6                | 83.4                | 85                  | 83.5                |
| ----------------------- | ------------------- | ------------------- | ------------------- | ------------------- | ------------------- | ------------------- | ------------------- | ------------------- | ------------------- | ------------------- | ------------------- | ------------------- | ------------------- |
| Джерело: Weatherbase    |                     |                     |                     |                     |                     |                     |                     |                     |                     |                     |                     |                     |                     |

## Історія
Населений пункт був заснований прибулим з Європи контрактним робітником А.Рахманом (A. Rahman, після переходу території під британську владу написання прізвища було змінено на Rayman), який отримав цю землю на аукціоні. Назва в перекладі з нідерландської мови означає «Мир і надія».

## Населення
Населення Вред-ен-Хопу становить близько 3 тисяч чоловік.